# Sanctuaire du Saint-Rosaire de Port-d'Espagne
Le sanctuaire du Saint-Rosaire est une église située à Port-d’Espagne à Trinité-et-Tobago, que l’Église catholique rattache à l’archidiocèse de Port-d’Espagne.
L’église est occasionnellement désignée « sanctuaire national », mais rien ne vient confirmer que la Conférence épiscopale des Antilles, de laquelle dépend l’archidiocèse, lui aurait accordé ce statut spécifique.

## Historique
La construction de l’église a commencé en 1892. Elle est bénie en 1939, et consacrée en 1980.

## Description
L’église est construite dans un style néogothique. Les pierres proviennent des carrières de Laventille, juste à l’est de Port d’Espagne. Certains vitraux proviennent de Toulouse en France.